# Arnaud Jarlegan
Arnaud Jarlegan es un deportista francés que compitió en vela en la clase Tornado. Ganó una medalla de bronce en el Campeonato Europeo de Tornado de 2008.

## Palmarés internacional
| \| Campeonato Europeo \| Campeonato Europeo \| Campeonato Europeo \| Campeonato Europeo \| \| Año \| Lugar \| Medalla \| Clase \| \| ------------------ \| ------------------ \| ------------------ \| ------------------ \| \| 2008 \| Salónica (Grecia) \| Medalla de bronce \| Tornado \| |                   |                   |         |
| Campeonato Europeo |                   |                   |         |
| Año | Lugar             | Medalla           | Clase   |
| 2008 | Salónica (Grecia) | Medalla de bronce | Tornado |